# Бомон сир Лез
Бомон сир Лез (фр. Beaumont-sur-Lèze) насеље је и општина у јужној Француској у региону Миди Пирене, у департману Горња Гарона која припада префектури Мире.
По подацима из 2011. године у општини је живело 1525 становника, а густина насељености је износила 57,96 становника/km². Општина се простире на површини од 26,31 km². Налази се на средњој надморској висини од 148 метара (максималној 311 m, а минималној 174 m).

## Демографија
| 1962. | 1968. | 1975. | 1982. | 1990. | 1999. | 2011. |
| ----- | ----- | ----- | ----- | ----- | ----- | ----- |
| 796   | 833   | 907   | 1.105 | 1.239 | 1.414 | 1.525 |

График промене броја становника у току последњих година